# 欧特库尔 (汝拉省)
欧特库尔（法語：Hautecour，法語發音：[otkuʁ]）是法国汝拉省的一个市镇，位于该省中南部，属于隆斯勒索涅区。

## 地理
欧特库尔（46°34'6"N, 5°45'56"E）面积5.19 平方千米，位于法国勃艮第-弗朗什-孔泰大區汝拉省，该省份为法国东部内陆省份，北起上索恩省，西北接科多尔省，西临索恩-卢瓦尔省，南至安省，东与杜省和瑞士接壤。
与欧特库尔接壤的市镇（或旧市镇、城区）包括：克莱尔沃莱拉克、沙泰勒德茹、拉弗拉内。

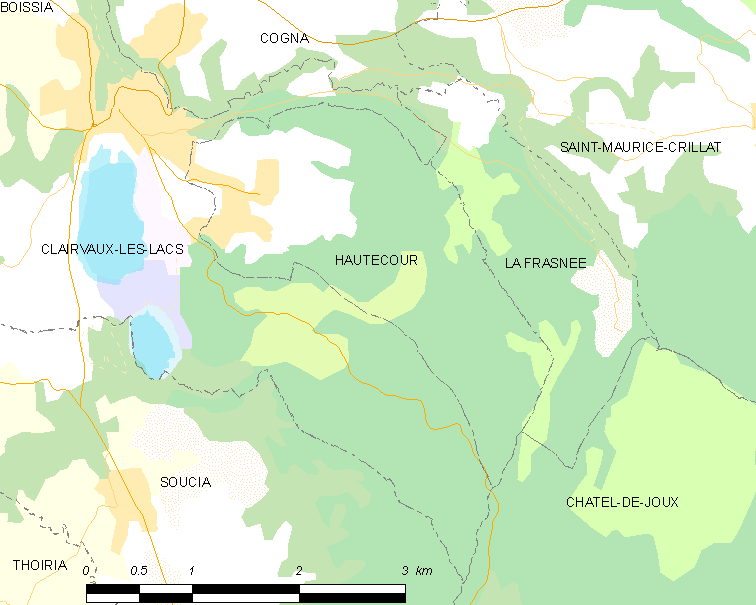
的OSM定位图

欧特库尔的时区为UTC+01:00、UTC+02:00（夏令时）。

## 行政
欧特库尔的邮政编码为39130，INSEE市镇编码为39265。

## 政治
欧特库尔所属的省级选区为圣洛朗昂格朗沃县。

## 人口

1962-2008年间人口变化图示

欧特库尔于2022年1月1日时的人口数量为197人。